# سوگاروو
سوگاروو (به بلغاری: Sugarevo) یک منطقهٔ مسکونی در بلغارستان است که در استان بلاگووگراد واقع شده‌است.